# 气旋瓦卡
强烈热带气旋瓦卡（英語：Severe Tropical Cyclone Waka，斐济气象局编号：03，联合台风警报中心编号：07）是有纪录以来对南太平洋汤加王国构成破坏最严重的热带气旋之一，源于2001年12月中旬的一片近赤道槽，其结构在接下来一个多星期里一直处于杂乱无章的状态。之后风暴逐渐发展，于12月29日达到热带气旋强度标准。接下来，瓦卡进入爆发性增强期，于12月31日达到风速每小时185公里的最高强度，相当于澳大利亚海域的四级强烈热带气旋标准，在萨菲尔-辛普森飓风等级下则属三级飓风。此后不久，气旋直接从汤加的瓦瓦乌群岛上空掠过，造成大范围破坏。到了2002年1月1日，风暴开始转变成温带气旋并因此减弱。瓦卡的残留接下来还持续了数天时间，其行踪最后于1月6日到达南冰洋附近。
风暴对沿途多个国家造成影响，其中又以汤加损失最为惨重，当地有1人丧生，所受破坏价值达到1.042亿汤加潘加（相当于5130万美元）。数以百计的建筑物被毁，其中单岛上最大城市就有200套，全国大部分农产品毁于一旦。瓦瓦乌群岛受到时速185公里的狂风肆虐，岛上几乎所有树木都没了树叶。除基础设施和公众财产受损外，该国环境也受到严重影响，当地一种本土蝙蝠因缺少食物而导致数量减少了80%之多。风暴过去后，汤加向国际社会请求援助，以应对如此大规模的破坏。由于风暴造成了重大损失，其名称“瓦卡”（Waka）因此退役，用来取代的名称是“维基”（Wiki）。根据珍妮特·富兰克林（Janet Franklin）等人的研究，汤加平均要每33年才会受到一场强度接近瓦卡的风暴袭击。

## 气象历史
2001年12月中旬，馬登-朱利安振盪接近尾声，北半球和南半球均发展出赤道季风槽。虽然这些海域的海面温度达到30摄氏度，非常有利于热带气旋的发展，但南半球季风槽的发展速度却远不及北半球。12月19日，位于楠迪的區域專責氣象中心将南半球的天气系统归类为第03号热带低气压，这时其位置在所罗门群岛以东不远处。北半球的系统最终发展成台风法茜，是场极其强烈的五级台风。与法茜相比，气旋瓦卡的前身发展缓慢，这主要是因为其所处海域存在中等强度的风切变。系统向东南方向移动，组织结构逐渐改善。联合台风警报中心先后两次发布热带气旋形成警报，但之后均予取消。到了12月27日，低气压已经进入风切变较少的海域，系统由此获得显著发展。次日，联合台风警报中心将位于美属萨摩亚帕果帕果西北方向约640公里洋面的系统归类为第07号热带低气压。
由于受到东南方向的中层高压脊影响，低气压向西南方向移动并迅速增强，于12月29日达到烈风强度，在这一过程中升级成热带气旋并获命名为“瓦卡”。此后不久，风暴进入爆发性增强期，获命名约24小时后持续风速就达到每小时120公里。12月30日，风暴中心掠过瓦利斯岛，然后因西北方向有低压槽逼近而转向东南加速前进。气旋继续强化，于12月31日以风力时速150公里强度直接从纽阿福欧岛上空经过。当天晚些时候，瓦卡达到10分钟持续风速每小时185公里，最低气压930毫巴（百帕，27.46英寸汞柱）的最高强度，成为澳大利亚海域四级强烈热带气旋，在萨菲尔-辛普森飓风等级下则属三级飓风。联合台风警报中心估计风暴达到最高强度时的一分钟持续风速范围接近，但这主要是因为两个风暴预警中心的测量标准存在差异。瓦卡这时拥有层次分明的圆形风眼，其直径约为60公里。达到最高强度后不久，风暴中心从瓦瓦乌群岛上空经过。
时间进入新年，瓦卡于2002年1月1日进入一片不利于热带气旋发展的海域并逐渐减弱。风切变使中心附近的对流偏离，风眼墙因此四分五裂。由于行经洋面水温逐渐降低，风暴开始转变成温带气旋，这一过程于1月2日完成。气旋残留向东南方向行进，前进速度曾短暂放缓，之后又再度加速。接下来的数天里，系统逐渐弱化，其持续风速到1月5日时已经低于烈风标准。气象部门追踪风暴一直进入南冰洋附近，在南极洲西北偏北方向约2200公里洋面，这时其气压仍然只有972毫巴（百帕，28.7英寸汞柱）。

## 防灾措施和影响
| 降雨量 | 降雨量 | 风暴         | 地点             | 参    |
| 排名   | mm     | 风暴         | 地点             | 参    |
| ------ | ------ | ------------ | ---------------- | ----- |
| 1      | 674.9  | 1986年拉贾   | 富图纳岛毛普坡   | [ 8 ] |
| 2      | 556.7  | 1992年弗兰   | 瓦利斯岛希希福   | [ 8 ] |
| 3      | 291.2  | 1975年瓦尔   | 瓦利斯岛希希福   | [ 8 ] |
| 4      | 220.6  | 1997年希娜   | 富图纳岛毛普坡   | [ 8 ] |
| 5      | 186    | 2012年埃文   | 富图纳岛         | [ 8 ] |
| 6      | 180    | 1980年瓦尔   | 富图纳岛毛普坡   | [ 8 ] |
| 7      | 171.6  | 1997年科力   | 瓦利斯岛希希福   | [ 8 ] |
| 8      | 160.8  | 1966年无名   | 瓦利斯岛马拉托利 | [ 8 ] |
| 9      | 160    | 2016年阿莫斯 | 瓦利斯岛希希福   | [ 9 ] |
| 10     | 119    | 2001年瓦卡   | 瓦利斯岛希希福   | [ 8 ] |

### 汤加
12月30日，包括斐济和萨摩亚部分岛屿在内的许多岛上收到警报，这时距风暴来袭还有一天时间。天气预报显示，风暴会以三级气旋强度直接从汤加地势低洼的首都努库阿洛法上空经过。由于当地媒体及时发布警报，所有的跨年庆祝活动均予取消，当地居民和游客纷纷返回屋内并将房屋加固。该区域所有的机场均予关闭，轮渡服务也暂时中止。面积仅有约35平方公里的纽阿福欧岛有许多居民在风暴来袭前撤离到其他岛上去。

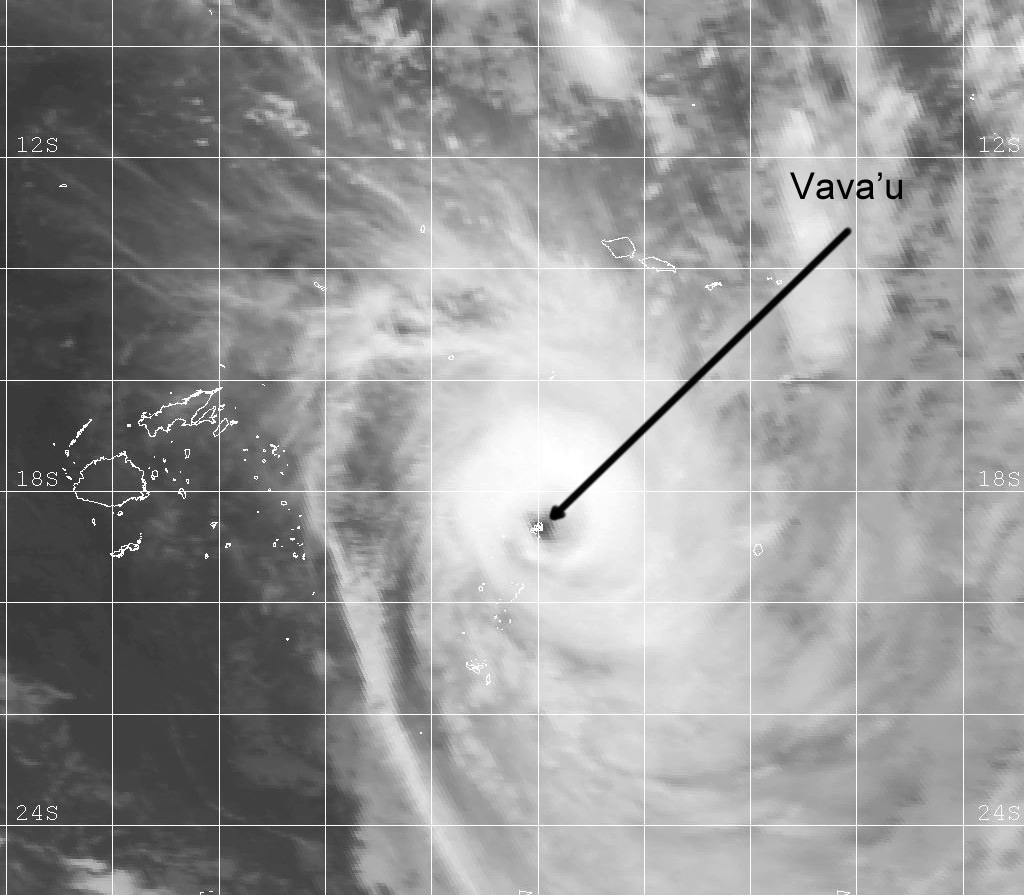
12月31日，气旋瓦卡直接从瓦瓦乌群岛上空经过的红外线卫星图像。

风暴经过汤加期间，只有少数岛屿记录下的风速达到飓风强度，内亚富测得的风速最强，达到每小时185公里。南部岛屿中有局部地区出现时速高达250公里的阵风。哈派群岛的持续风速有100公里，阵风时速140公里。瓦卡途经期间多地降下暴雨，哈派群岛降雨量超过200毫米。
12月31日，努库阿洛法的初步报告表明当地农业受灾严重，但基础设施遭受的破坏很小。风暴过去后，纽阿斯和瓦瓦乌群岛的通讯中断。根据地方报告，内亚富狂风肆虐，在全市范围卷起沙尘的同时还刮倒了几乎所有的树。红十字会的统计调查表明，该市有约200套民房不是被毁就是严重受损，剩下的房屋则大多失去了屋顶。瓦瓦乌群岛失去了约90%的庄稼，其中包括芋头、山药和香蕉这样的重要粮食作物。哈派群岛有一人在风暴期间因心脏骤停死亡。倒塌的树木阻塞了许多道路，大部分居民区的水电供应均遭切断。纽阿托普塔普岛也受到严重破坏，许多沿海民居受到瓦卡产生的风暴潮冲击，大量建筑物失去屋顶。一艘游艇被潮水冲到岸上并撞入一家餐馆，最后游艇和餐馆都完全被毁。
灾害评估报告表明，汤加有13个岛受到破坏，470套民房和6所学校被毁，另有数百套房屋受损。全国受到的损失价值1.042亿汤加潘加（相当于5130万美元）。除基础设施和公共财产损失外，汤加的环境也遭受到灾难性破坏。当地有大量原生海岛狐蝠物种在风暴期间死亡，在共计6个岛上的数量减少了79.8%（±9.9%）。这主要是因为其天然食物来源受到大范围破坏，食物在风暴过后减少了85%（±11.8%）。瓦瓦乌群岛的所有树木都掉光了树叶，有6.6%的树木死亡，导致蝙蝠没有食物。所有岛屿中蝙蝠数量下量比例最大的高达95.7%，有些岛上所有能为蝙蝠提供食物的植物全部消失。风暴过去6个月后，瓦瓦乌群岛的蝙蝠数量仍然只达到风暴前约20%的水平。

### 其他地区
气旋形成阶段给托克劳群岛带去狂风大浪，引发局部洪灾和农作物损失。美属萨摩亚也出现暴雨，降雨量约56.9毫米，阵风时速90公里。狂风刮倒了少量树木，造成轻度农作物损失，数额约为12万美元。由于天气系统发展缓慢，等到风暴逐渐离开该区域时，群岛已经受到持续约一星期的大浪影响。瓦卡还对瓦利斯和富图纳构成影响，当地从12月28日至31日收到了热带气旋警告；之后又冲击了纽埃，当地警报从12月30日起生效直至次年1月1日止。瓦利斯岛上有一套民房被毁，50%的香蕉作物付诸东流。希希福在气旋途经期间降雨量最高，达112毫米。瓦利斯岛记录下时速126公里阵风，涌浪则高达7米。纽埃遭受的破坏更大，风暴潮高达8米，海浪冲入内陆达100米远。大量树木倒塌，输电线缆中断，许多道路因此封堵，岛上南部地区电力中断约6小时。纽埃遭受的损失总额约为1万美元。
经过汤加群岛后，风暴残留给新西兰北岛带去高达2.5米的涌浪。因适逢新年假期，这一地区有数以千计的居民和游客。气象专家警告海上会越来越危险，呼吁市民不要冒险下水。旺格玛塔（Whangamata）所有的救生员和以前曾从事过救生员工作的人都被调来提供协助，确保约8000人不会下水。大部分决定入水游泳的人们都待在指定泳区内，但救生员仍然不得不对多位遇险人员实施救援。芒格努伊山的主海滩有38人被离岸流卷入海中，幸运的是他们都很快得到救生员的帮助。

## 善后

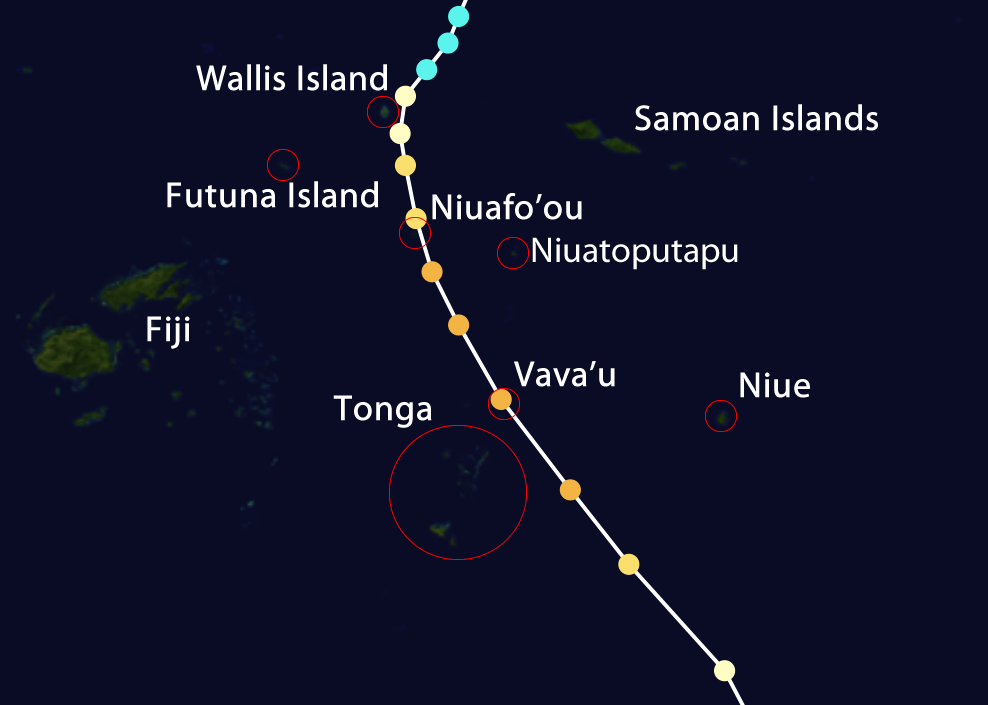
12月29日到1月1日间气旋瓦卡的行进路线，表明风暴对南太平洋多个岛屿构成影响。

气旋瓦卡离开汤加后还不到一天，新西兰政府就派出飞机前去评估灾害规模，并与汤加群岛重新建立联系。法国、澳大利亚和新西兰曾于1992年签署《弗朗兹协定》，规定在南太平洋地区出现自然灾害后，几个国家都会利用本国资源援助救灾，新西兰政府正是根据这一协定的要求派出飞机。1月2日，汤加救灾办公室主任宣布，该国很可能需要国际援助来应对风暴的善后工作。汤加的农业在这场风暴中遭受重创，预计之后数月也都面临饥荒的威胁。到1月7日时，红十字会已开始向该国运送物资。澳大利亚派出AC-130空中砲艇送来数以百计的帐篷和防水油布，协助救灾工作。1月12日，一架新西兰C-130运输机满载价值70万美元的物资飞抵这一地区提供援助。此外，新西兰还提供了70万美元救灾资金用于修复风暴造成的破坏。这其中有50万美元用来修复受损或被毁的学校，剩下的20万美元则用于恢复应急照明、烹饪和食品供应。
美国国际开发署于2002年1月中旬提供了2.5万美元资金。大溪地的法属玻里尼西亚居民也一起提供了77万美元的救灾物资和援助金。旅游业是汤加的经济支柱，但由于这场风暴的影响，游客在风暴过后至少两个星期内都被禁止前往这一区域，令当地经济雪上加霜。汤加政府一共加国际社会请求了3920万美元援助，其中大部分都是用于修复基础设施。世界卫生组织之后还向该国提供了医疗物资和人员。3月上旬，联合卫理公会救济委员会用捐款设立救灾基金，向30户受灾家庭提供21万美元援助。3月下旬，基督教会世界服务社向约180人提供援助，帮助他们重建家园。4月，纽阿斯的粮食短缺已经非常严重，紧急救援物资因此送到了该岛。5月，世界银行批准向该国提供585万美元应急资金，用于协助重建基础设施。
瓦瓦乌群岛的农产品出口出现大幅削减，与前一年相比减少了86.5%。虽然农业遭受受创，但该国总体经济到2002年底还是增长了2.9%，同时农业部门也扩充了约2%。由于这场风暴造成了重大损失，世界气象组织将其名称“瓦卡”退役，并用“维基”取代。